# Matteo Bartoli
Matteo Giulio Bartoli (22 de novembre de 1873, Albona d'Istria, Àustria-Hongria - 23 de gener de 1946 Torí), lingüista i romanista italià.

## Vida
Bartoli va estudiar a la Universitat de Viena i fou professor de la Universitat de Torí des de 1907 fins a la seva mort.

## Obra
El seu estudi sobre la llengua dàlmata, Das Dalmatische («El dàlmata», 1906) és l'única descripció completa que es coneix d'aquest llenguatge, actualment extingit. L'obra fou escrita originalment en italià i posteriorment en va ser publicada una traducció a l'alemany; però l'original italià s'ha perdut i només l'any 2000 es va editar una traducció italiana de l'alemany. Bartoli va utilitzar la informació que havia aplegat l'any 1897 entrevistant el darrer parlant d'aquesta llengua, Tuone Udaina, que va morir l'any següent.
També va escriure Introduzione alla neolinguistica («Introducció a la neolingüística», 1925) i Saggi di linguistica spaziale («Assajos de lingüística en l'espai», 1945). Entre els seus alumnes cal destacar Antonio Gramsci.